# Pietro Cirneo
Pietro Felce, detto anche Pietro Cirneo o in latino Petrus Cyrnæus (Pughjalu di Felce, 1447 – Sant'Andrea di Campoloro, 1506), è stato un presbitero e storico italiano di origine corsa.

## Biografia
Nato in località Pughjalu di Felce, non lontano da Aleria, nel 1447. Divenuto orfano in giovane età, si spostò dapprima all'isola d'Elba, come lavorante nelle miniere di ferro di Rio, e poi in Toscana. Scelse lo pseudonimo di Petrus Cyrnæus, italianizzato in Pietro Cirneo, da una delle denominazioni greche della Corsica, Cyrnus.
Si trasferì a Venezia dove studiò greco e latino dal professore veneziano Benedetto Brognolio per due anni. Durante la sua lunga permanenza in Veneto scrisse Commentarius de bello ferrariensi, ab anno 1482 ad annum 1484. (Commentario della guerra ferrararese, dall'anno 1482 all'anno 1484) sulla guerra di Ferrara combattuta tra la Serenissima e gli Estensi.
Influenzato dalla cultura classica, soprattutto da Strabone e da Diodoro Siculo scrisse la De rebus corsicis libri IV, usque ad annum 1506, riscoperto tardivamente, che tratta la storia della Corsica dall'antichità classica fino alla sua morte; il libro venne stampato solo nel 1738 in francese nella tipografia di Louis Antoine Muratori, parente di Ludovico Antonio Muratori. L'edizione italiana venne stampata a Parigi solo nel 1834 con la prefazione del conte Carlo Andrea Pozzo di Borgo e l'anno dopo il Journal de Paris scrisse un articolo in suo onore.
Tornato nell'isola, completò la sua opera nel 1506 e morì poco dopo nella parrocchia di Sant'Andrea di Campoloro a Valle di Campoloro, non lontano da Aleria.

## Opere
- Commentarius de bello ferrariensi, ab anno 1482 ad annum 1484.
- De rebus corsicis libri IV, usque ad annum 1506